# Ordoño Bermúdez
Ordoño Bermúdez u Ordoño Vermúdez (fallecido en 1042) fue uno de los hijos extramatrimoniales que tuvo el rey Bermudo II de León. Aunque no se conoce el nombre de su madre, posiblemente era miembro de la nobleza gallega según se desprende de un documento del monasterio de San Julián de Samos, en donde los descendientes de Ordoño y los Vela-Ovéquiz compartían una herencia basada en una línea consaguinitatis.

## Biografía
Se registra su primera aparición en la documentación medieval en 1001 cuando fue testigo en un litigio entre el conde gallego Rodrigo Romániz y Jimena Jiménez. En 1024 comenzó a confirmar como mayordomo mayor del rey, su hermano Alfonso V de León. Después de la muerte del monarca en Viseo en 1028, Ordoño ejerció el mismo cargo en la corte de su sobrino el rey Bermudo III, según consta en un documento datado en 1029. Fue un miembro importante de la curia regia por lo menos hasta el año 1032.

## Matrimonio y descendencia

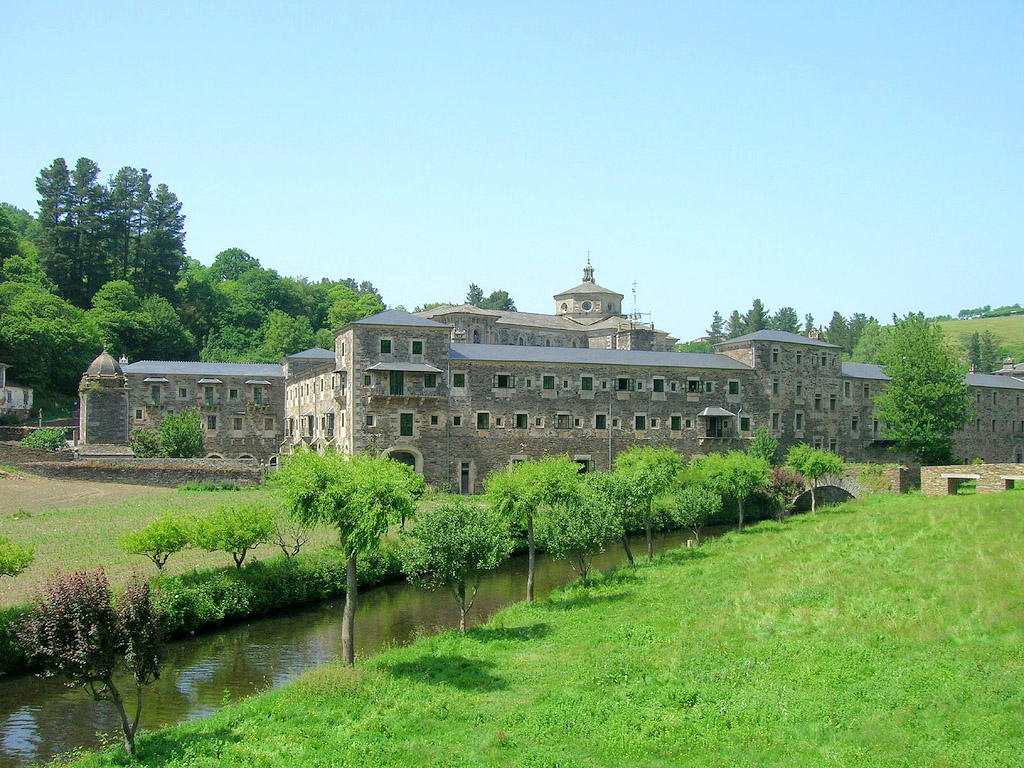
Monasterio de San Julián de Samos

Ordoño contrajo matrimonio con Fronilde Peláez, hija del conde rebelde Pelayo Rodríguez y de Gotina Fernández, esta última hija del conde Fernando Bermúdez,.  Fronilde habrá fallecido alrededor de 1058. En ese año, «encontrándose en peligro de muerte» cedió al rey Fernando I y a la reina Sancha, el monasterio de San Juan de Veiga y menciona que la tercera parte había sido de su abuelo materno, Fernando Bermúdez. Este matrimonio es el origen del linaje de los Ordóñez, uno de los más relevantes en la Galicia medieval. El matrimonio realizó una donación en septiembre de 1042 al monasterio de Santa María Virgen de León, junto con sus hijos: Ueremundo Ordoniz, Sanctio Ordoniz et Fredenando Ordoniz et Xemena Ordoniz. También fueron padres de otros tres hijos que ya habían fallecido para esa fecha; Alfonso, Pelayo y Oveco. Estos siete hijos fueron:
- Bermudo Ordóñez, casado com Sancha Ériz.
- Afonso Ordóñez (m. antes de 1042), conde.
- Pelayo Ordóñez (m. antes de 1042), esposo de Corexia y padre de Marina Peláez que fue monja.
- Sancho Ordóñez (m. ca. 1080), conde, casado com Oneca Ovéquiz, hija del conde Oveco Bermúdez y de Elvira Suárez.[7]
- Fernando Ordóñez (m. ca. 1059), casado com Fronilde Gutiérrez, hija del conde Gutierre Alfonso.
- Oveco Ordóñez (m. antes de 1042).
- Jimena Ordóñez (fallecida antes de 1074), fue la primera esposa del conde Munio Rodríguez, hijo del conde Rodrigo Romániz y de la condesa Elvira Rodríguez quien, después de enviudar, contrajo matrimonio con Aldara (o Ilduara) Velázquez.[8][9]